# Nunciatura apostólica en Honduras
La Nunciatura Apostólica en Honduras es una embajada de la Santa Sede ante la República de Honduras con la que mantiene relaciones diplomáticas.

## Historia
La nunciatura apostólica en Honduras fue establecida el 30 de septiembre de 1933 con el nombramiento de Carlo Chiarlo como nuncio apostólico de Costa Rica, Honduras, Nicaragua, El Salvador y Panamá, habiendo sido él mismo el sucesor en el cargo como internuncio apostólico en Centroamérica desde el 28 de enero de 1932.
Desde su creación y por los primeros 50 años, el nuncio apostólico nombrado para Honduras lo era también para Nicaragua hasta la sustitución de Andrea Cordero Lanza di Montezemolo, nuncio apostólico en Honduras y Nicaragua hasta el 1 de abril de 1986 que fue sustituido por Paolo Giglio como nuncio apostólico en Nicaragua el 4 de abril de 1986 y por Francesco de Nittis como nuncio apostólico en Honduras el 10 de abril de 1986, separando definitivamente las nunciaturas.
En julio de 2024 se reabrió la nueva sede de la Nunciatura Apostólica en Honduras.

## Función
La Nunciatura Apostólica tiene como función informar, de modo estable y objetivo, a la Santa Sede sobre las condiciones de las arquidiócesis de Honduras, diócesis, ordinariato militar, vicariatos apostólicos, órdenes y congregaciones religiosas que hacen vida en Honduras, esto para ayudar, aconsejar y colaborar con las Conferencia Episcopal de Honduras y con cada uno de los obispos de la República de Honduras, respetando naturalmente el ejercicio de la jurisdicción que le es propia; y una función diplomática, cuyo objeto es promover y favorecer las relaciones entre la Santa Sede y Honduras, favoreciendo el diálogo entre todos los ciudadanos.

## Representantes de la Santa Sede en Honduras
| Imagen | Nombre                              | Inicio                   | Fin                      | Detalles adicionales |
| ------ | ----------------------------------- | ------------------------ | ------------------------ | -------------------- |
|        | Carlo Chiarlo                       | 30 de septiembre de 1933 | 1933                     |                      |
|        | Albert Levame                       | 21 de diciembre de 1933  | 31 de octubre de 1938    |                      |
|        | Federico Lunardi                    | 31 de octubre de 1938    | Diciembre de 1947        |                      |
|        | Liberato Tosti                      | 4 de octubre de 1948     | 1949                     |                      |
|        | Antonio Taffi                       | 9 de enero de 1950       | 1958                     |                      |
|        | Sante Portalupi                     | 29 de enero de 1959      | 27 de septiembre de 1967 |                      |
|        | Lorenzo Antonetti                   | 23 de febrero de 1968    | 29 de junio de 1973      |                      |
|        | Gabriel Montalvo Higuera            | 14 de junio de 1974      | 18 de marzo de 1980      |                      |
|        | Andrea Cordero Lanza di Montezemolo | 25 de octubre de 1980    | 1 de abril de 1986       |                      |
|        | Francesco de Nittis                 | 10 de abril de 1986      | 25 de junio de 1990      |                      |
|        | Manuel Monteiro de Castro           | 21 de agosto de 1990     | 12 de abril de 1991      |                      |
|        | Luigi Conti                         | 12 de abril de 1991      | 15 de mayo de 1999       |                      |
|        | George Panikulam                    | 4 de diciembre de 1999   | 3 de julio de 2003       |                      |
|        | Antonio Arcari                      | 18 de julio de 2003      | 12 de diciembre de 2008  |                      |
|        | Luigi Bianco                        | 12 de enero de 2009      | 12 de julio de 2014      |                      |
|        | Novatus Rugambwa                    | 5 de marzo de 2015       | 29 de marzo de 2019      |                      |
|        | Gábor Pintér                        | 12 de noviembre de 2019  | 27 de julio de 2024      |                      |
|        | Simón Bolívar Sánchez               | 15 de octubre de 2024    | En el cargo              |                      |